# Mont Orville
Pour les articles homonymes, voir Orville.
Le mont Orville (en anglais : Mount Orville) est un sommet de la région de recensement de Hoonah-Angoon, dans l'État américain de l'Alaska. Il culmine à 3 199 mètres d'altitude dans le chaînon Fairweather. Nommé en l'honneur d'Orville Wright sur proposition d'Ernest Gruening, il est protégé au sein du parc national de Glacier Bay.